# Гострячка двозарубчаста
Гострячка двозарубчаста (Lophozia bicrenata) — вид печіночників порядку юнгерманіальних (Jungermanniales).
Вид вважається синонімом до Isopaches bicrenatus (Schmidel ex Hoffm.) H.Buch

## Поширення
Батьківщиною є Європа, Макаронезія, Азія, Північна Америка.